# Мдичка (приток Мды)
Мдичка (Мдинка) — река в России, протекает по Любытинскому району Новгородской области. Река вытекает из озера Ваган на высоте 140,1 м над уровнем моря. Устье реки находится на 42-м км левого берега реки Мда напротив деревни Устье Неболчского сельского поселения. Длина реки составляет 13 км.
Система водного объекта: Мда → Мста → Ильмень → Волхов → Ладожское озеро → Нева → Балтийское море.

## Данные водного реестра
По данным государственного водного реестра России относится к Балтийскому бассейновому округу, водохозяйственный участок реки — Мста без р. Шлина от истока до Вышневолоцкого г/у, речной подбассейн реки — Волхов. Относится к речному бассейну реки Нева (включая бассейны рек Онежского и Ладожского озера).
Код объекта в государственном водном реестре — 01040200212102000021268.